# Un monde fou, fou, fou, fou
Pour plus de détails, voir Fiche technique et Distribution.
Un monde fou, fou, fou, fou (It's a Mad, Mad, Mad, Mad World) est un film américain réalisé par Stanley Kramer et sorti en 1963.
Le film suit Smiler Grogan, un cambrioleur tout juste sorti de prison, qui est accidenté sur une route californienne alors qu'il allait récupérer les 350 000 dollars qu'il avait cachés dans un parc. Avant de mourir, il confie son secret aux automobilistes qui se sont arrêtés pour lui porter secours. Une course s'engage alors pour retrouver le pactole du défunt.

## Synopsis

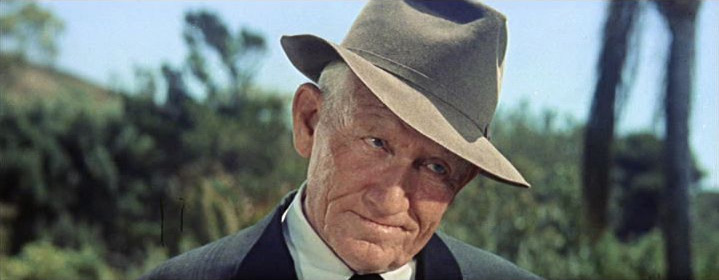
Spencer Tracy

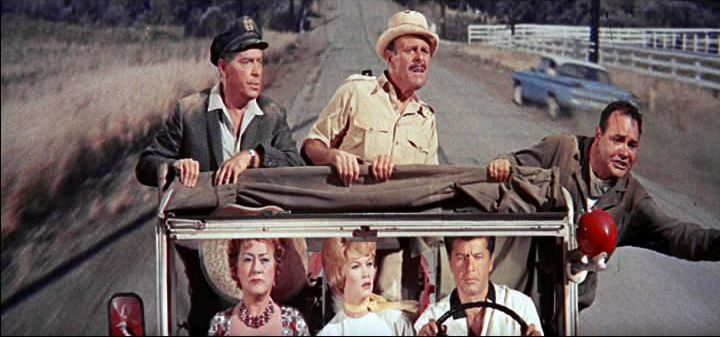

Grogan, un détenu tout juste libéré de prison où il a passé 15 ans pour cambriolage, échappe à la surveillance de la police et conduit sa voiture qui dérape sur une route montagneuse de Californie avant de s'écraser dans un ravin. Cinq automobilistes s'arrêtent alors pour l'aider, parmi lesquels Melville Crump, un dentiste en seconde lune de miel avec sa femme Monica, Lennie Pike, un déménageur de meubles, Ding Bell et Benjy Benjamin, deux amis en route pour Las Vegas et J. Russell Finch, un propriétaire d'un commerce d'algues, voyageant avec sa femme Emmeline et sa bruyante et odieuse belle-mère Mme Marcus. Juste avant de mourir, l'ancien détenu leur parle de son magot évalué à 350 000 $, qui est enterré quelque part dans le Parc national Santa Rosa sous un grand W et meurt. Les automobilistes échouent à trouver un moyen satisfaisant de partager l'argent équitablement entre eux et une course folle s'engage pour trouver le trésor. À l'insu de tous, le capitaine Culpeper, chef des détectives de la police de Santa Rosa, enquête sur l'affaire Grogan depuis des années, espérant la résoudre et prendre sa retraite avec tous les honneurs.
Tous les automobilistes connaissent des déboires pendant leur course contre la montre pour arriver au parc. Les Crumps vont ainsi affréter un biplan datant de la Première Guerre mondiale pour se rendre par les voies aériennes à Santa Rosita. Plus tard, ils atterrissent pour s'arrêter dans une quincaillerie en vue de s'approvisionner mais se font enfermer par inadvertance dans la cave du magasin. Après plusieurs tentatives d'évasion infructueuses où les rayons du magasins sont détruits, ils font sauter le mur du sous-sol avec de la dynamite et louent ensuite un taxi pour se rendre au parc. De leur côté, Bell et Benjamin les imitent en affrétant un avion moderne mais lorsque le pilote, qui a bu de l'alcool, tombe dans les pommes, ils doivent faire atterrir l'avion par eux-mêmes. Il s'ensuit un chaos monstre parmi les contrôleurs aériens avec l'avion incontrôlable qui fait des allées et retour au-dessus du tarmac. Après avoir finalement réussi à ramener l'avion presque par miracle au sol, ils louent également un taxi pour les conduire au parc. La voiture des Finch entre en collision avec le fourgon de meubles de Pike, et Russell persuade un lieutenant-colonel de l'armée britannique en vacances, J. Algernon Hawthorne, de les conduire à Santa Rosita. Après une méchante dispute, Hawthorne et Russell laissent derrière eux Emmeline et Mme Marcus.
Pike arrête un automobiliste, Otto Meyer, pour faire un tour mais après avoir parlé de l'argent à Meyer, ce dernier l'abandonne sur la route. Pike finit par voler la dépanneuse d'une station-service après avoir détruit la dite station-service dans une attaque furieuse contre Meyer, qui était venu faire le plein. Pike récupèrera ensuite à son bord Emmeline et Mme Marcus. Cette dernière appelle son fils Sylvester, qui vit près de Santa Rosita, pour lui ordonner d'aller chercher l'argent au parc mais après qu'elle lui ait expliqué que son beau-frère l'avait molestée, Sylvester devient fou de colère et affirme qu'il va la sauver. De son côté, Meyer prend en charge un automobiliste en panne qu'il conduit jusqu'à sa maison dans les montagnes mais cherchant un raccourci, essaye de traverser une rivière profonde sur les conseils d'un enfant. Finalement sa voiture est emportée par les flots, ce qui l'obligera à voler la voiture d'un autre automobiliste.
Pendant ce temps, le capitaine Culpeper apprend qu'il s'est vu refuser l'augmentation de sa pension, il se dispute avec sa femme et sa fille et fait une dépression. Il décide alors de rappeler toutes les forces de l'ordre qui suivent les automobilistes en faisant marche arrière. Affirmant à ses subordonnés qu'il a un plan pour les attraper tous, il quitte le commissariat. En réalité, il envisage de trouver le trésor et de le garder pour lui-même. Étant donné qu'aucun des automobilistes ne le connaît, il espère les tromper tous et se dirige vers le parc. Après de nombreuses mésaventures aussi burlesques et loufoques, tout le monde atteint le parc et commence à chercher frénétiquement le grand W. Emmeline, qui se rend compte que la folie a gagné tous les esprits, trouve par hasard le grand W, qui est en réalité deux palmiers entrecroisés dont l'ombre indique l'emplacement du magot.
Pike arrive près d'elle et informe les autres, qui commencent à creuser et alors que l'argent est déterré, Culpeper s'identifie mais ne les arrête pas. Il persuade les automobilistes de se rendre en expliquant qu'ils n'ont rien commis de répréhensible malgré les multiples infractions et conduites dangereuses de chacun. Au même moment, le chef de police a réussi à faire changer d'avis le maire pour tripler la pension de Culpeper et tente de l'informer mais il apprend qu'il se trouve déjà au parc. Les policiers comprennent peu à peu la véritable motivation de Culpeper avant d'ordonner son arrestation. Alors que Culpeper est parti avec l'argent en leur assurant qu'ils ne devaient rien craindre, les automobilistes réfléchissent et remarquent qu'il ne retourne pas au poste de police. Comprenant qu'ils ont été roulés, ils deviennent fous de rage et le poursuivent jusqu'à un bâtiment condamné, où les hommes le coincent dans un escalier de secours en travaux. Au cours de la lutte, Culpeper fait tomber la mallette contenant l'argent, faisant que les billets de banques s'éparpillent depuis le ciel. La foule dans la rue en dessous remarque ce phénomène et cela crée une ruée monstre. Ceux dans l'escalier se fâchent et la structure où ils se trouvent commencent à s'effondrer. Les secours arrivent rapidement et ils s'entassent tous sur une échelle des pompiers mais leur poids combiné la fait tourner de façon incontrôlée et les projette dans différentes directions, laissant la plupart d'entre eux gravement blessés.
Beaucoup plus tard, dans un hôpital de prison, tous les hommes qui avait participé à la chasse au trésor, déplorent la perte de l'argent et accusent Culpeper d'être le seul responsable. Ce dernier, profondément blessé, leur répond qu'en raison de la perte de sa pension, de la relation ruinée avec sa famille et de la probabilité que le juge soit indulgent avec eux mais lui jette la pierre, il ne rira plus pendant longtemps. Mme Marcus, flanquée d'Emmeline et de Monica, toutes les trois en uniforme de détention, entre et commence à réprimander bruyamment les hommes, avant de glisser sur la peau de banane échappée de Benjamin. 
Cela provoque un fou rire général dans la pièce, hormis chez Culpeper mais après une brève hésitation, il se joint à eux de bon cœur.

## Fiche technique
- Titre : Un monde fou, fou, fou, fou
- Titre original : It's a Mad, Mad, Mad, Mad World
- Réalisation : Stanley Kramer, assisté par Carey Loftin (non crédité)
- Scénario : Tania Rose, William Rose
- Photographie : Ernest Laszlo
- Cadreur : Charles Wheeler
- Montage : Gene Fowler Jr., Robert C. Jones et Frederic Knudtson
- Musique : Ernest Gold
- Costumes : Bill Thomas
- Génériques : Saul Bass
- Producteur : Stanley Kramer
- Société de production : Casey Productions
- Société de distribution : United Artists
- Tournage : du 16 avril 1962 au 6 décembre 1962
- Format : couleurs (Technicolor) - 35 mm et 70 mm
- Son : 4 pistes stéréo (35 mm) anamorphic et 1 piste optique mono VF / 6 pistes (70 mm)
- Pays de production :  États-Unis
- Genre : comédie loufoque, Aventure
- Durée : 154 minutes
- Dates de sortie : 
  - États-Unis : 7 novembre 1963
  - France : 8 janvier 1964

## Distribution
Distribution Principale

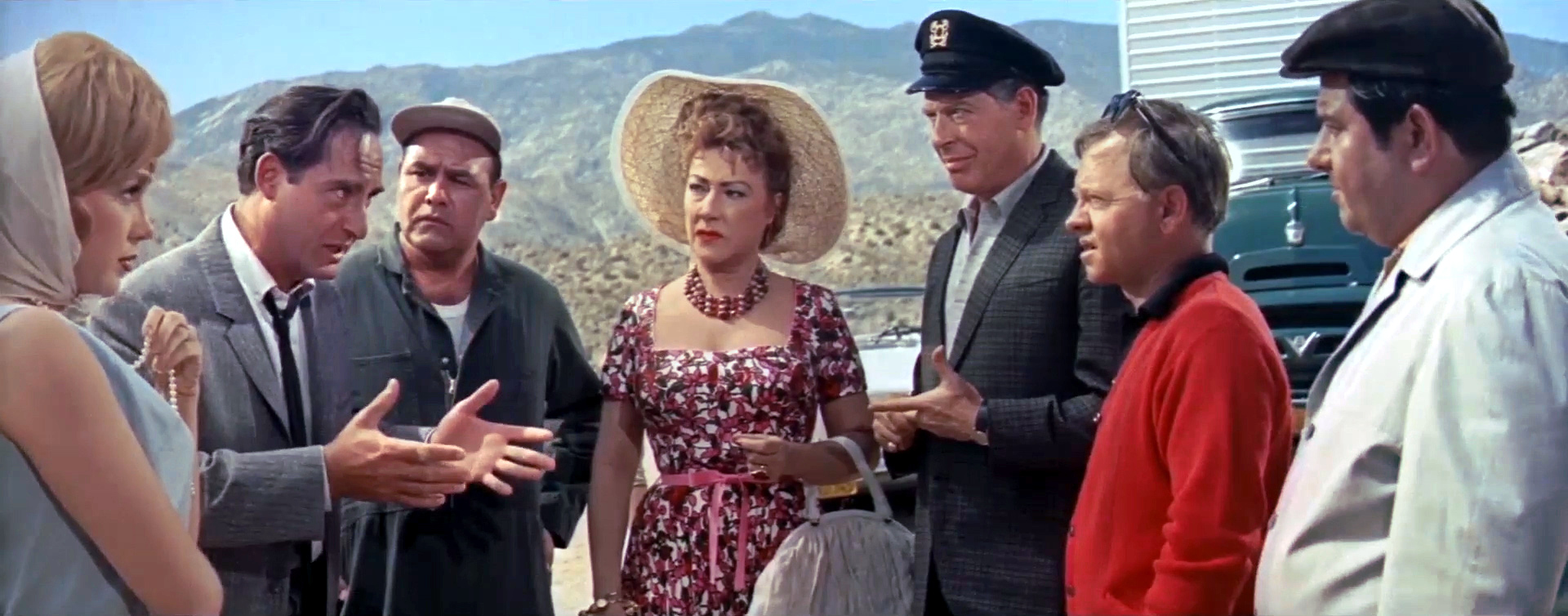

- Spencer Tracy  (V.F : Serge Nadaud) : Capt. C. G. Culpepper
- Edie Adams : Monica Crump
- Milton Berle  (V.F : André Valmy) : J. Russell Finch
- Sid Caesar  (V.F : William Sabatier) : Melville Crump
- Buddy Hackett  (V.F : Jacques Dynam) : Benjy Benjamin
- Ethel Merman (V.F : Lita Recio) : Mrs. Marcus
- Dorothy Provine : Emeline Marcus-Finch
- Mickey Rooney  (V.F : Pierre Trabaud) : Ding Bell
- Dick Shawn : Sylvester Marcus
- Phil Silvers (V.F : Jean-Henri Chambois) : Otto Meyer
- Terry-Thomas  (V.F : Roger Carel) : Lt.Col. J. Algernon Hawthorne
- Jonathan Winters (V.F : Henri Djanik) : Lennie Pike

Distribution secondaire
- Eddie Anderson : deuxième taxi
- Jim Backus (V.F : Fernand Rauzena) : Tyler Fitzgerald
- Barrie Chase (en) : petite amie de Sylvester
- William Demarest  (V.F : Jacques Berlioz) : chef de police Aloysius appelé Al
- Jimmy Durante : Smiler Grogan
- Peter Falk : Troisième taxi
- Paul Ford : col. Wilberforce

Apparitions en Caméo
- Ben Blue (V.F : Fred Pasquali) : le pilote de biplan
- Joe E. Brown : Union Official
- Alan Carney  (V.F : Pierre Collet) : le sergent de police
- Lloyd Corrigan : maire
- Andy Devine : shérif du comté de Crockett
- Selma Diamond (en) (V.F : Marie Francey) : Ginger Culpeper, voix au téléphone (voix)
- Norman Fell  (V.F : Jean Martinelli) : détective sur le crash de Crogan
- Stan Freberg : shérif adjoint
- Nicholas Georgiade : second détective sur le crash de Crogan
- Louise Glenn : Billie Sue Culpeper, voix au téléphone (voix)
- Leo Gorcey : premier taxi
- Sterling Holloway : chef pompier
- Edward Everett Horton : Mr. Dinckler
- Marvin Kaplan (V.F : Serge Lhorca) : Irwin
- Buster Keaton : Jimmy l'Escroc (le passeur)
- Jerry Lewis :  Le conducteur fou qui roule sur le chapeau
- Don Knotts  (V.F : Jacques Ciron) : Conducteur nerveux
- Charles Lane  (V.F : Émile Duard) : responsable de l'aéroport
- Mike Mazurki  (V.F : Jean Clarieux) : mineur
- Charles McGraw  (V.F : Jacques Berthier) : Lt. Matthews
- Cliff Norton (en) : journaliste
- Zasu Pitts : Gertie (téléopératrice)
- Carl Reiner  (V.F : Paul Bonifas) : tour de contrôle de Rancho Conejo
- Madlyn Rhue : Secrétaire Schwartz
- Roy Roberts : policier au garage d'Irwin & Ray
- Arnold Stang  (V.F : Guy Piérauld) : Ray
- Joe DeRita (The Three Stooges) : pompier
- Larry Fine (The Three Stooges) : pompier
- Moe Howard (The Three Stooges) : pompier
- Nick Stewart : conducteur de camion
- Sammee Tong (en) : le blanchisseur chinois
- Jesse White : opérateur radio à Rancho Conejo

Acteurs non crédités
- King Donovan : un cadre de l'aéroport
- Minta Durfee : une femme dans la scène finale
- James Flavin : un patrouilleur de police
- Tom Kennedy : un policier à la circulation

## Commentaire
Ce film réunit une pléiade d'acteurs de comédie des années 1950-60, ce qui en fait un grand classique dans les pays anglophones.

## Distinctions
- Titulaire de l'Oscar 1964 des meilleurs effets sonores.
- Nommé pour 4 Oscars 1964 : Meilleure photographie, Meilleur montage, Meilleure chanson originale, Meilleur son.